# Линдси-Эбер, Дэвид
Дэвид Линдси-Эбер (англ. David Lindsay-Abaire; род. 1969) — американский драматург, сценарист и поэт-песенник. Получил Пулитцеровскую премию за пьесу «Кроличья нора», несколько раз был номинирован на премию «Тони».

## Биография

### Юность и образование
Родился в Южном Бостоне, штат Массачусетс, США, в семье из 5 человек, которых он называл «очень синие воротнички» (англ. very blue collar). Его мать работа на фабрике, а отец — на фруктовом рынке в Челси. Дэвид учился в Бостонских государственных школах до седьмого класса, когда он получил шестилетнюю стипендию в Академии Милтона — подготовительной школе Новой Англии. Именно там он впервые заинтересовался написанием театральных пьес. Продолжал заниматься в театре Sarah Lawrence College. Позже был принят в программу американских драматургов Лилы Ачезон Уоллас в Джульярдской школе, где он писал под руководством драматургов Марши Норман и Кристофера Дуранга.

### Карьера
Дэвид Линдси-Эбер получил комиссионные от South Coast Repertory, Dance Theater Workshop и Jerome Foundation, а также награды от Berilla Kerr Foundation, LeComte du Nuoy Fund Линкольн-центра, Mixed Blood Theater, Primary Stages, Eugene O’Neill Theatre Center, Tennessee Williams/New Orleans Literary Festival и South Carolina Playwrights Festival.
Как говорит сам Дэвид, наибольшее влияние на него оказали драматурги: Джон Гуэр, Эдвард Олби, Жорж Фейдо, Эжен Ионеско, Джордж С. Кауфман и Мосс Харт, — эксцентричные комедии 1930-х годов: «Мой слуга Годфри», «Двадцатый век», — и «что-нибудь Престона Стёрджеса, Фрэнка Капры, Братьев Маркс и Эбботта и Костелло». В его произведениях проходит тонкая грань между серьёзной реальностью и радостным безумием, мир его пьес часто тёмный, забавный, загадочный, иронический, полный надежд и немного косоглазый. «Мои пьесы, как правило, населены невезучими в поисках ясности». Молодой драматург всегда думал, что театр — место, где случаются абсурдные вещи, именно поэтому он старается отстраниться от реальности в своих произведениях. Он опирается на персонажей, которые смотрят на мир иначе, чем остальные.
Первым успехом Линдси-Эбера был «Фади Мирс», постановка которого состоялась в рамках Национальной конференции драматургов в Eugene O’Neill Theatre Center под руководством художника-постановщика Ллойда Ричардса и в конечном счёте премьера в Manhattan Theatre Club. Позже он туда вернулся с пьесой «Чудо света» с Сарой Джессикой Паркер в главной роли, рассказывающей о женщине, которая внезапно бросает мужа и отправляется на автобусе к Ниагарскому водопаду в поисках свободы, просветления и смысла жизни.
Его пьеса «Кроличья нора», поставленная в 2006 году в Нью-Йорке с Синтией Никсон, Тайн Дейли и Джоном Слэттери в ролях, выиграла в 2007 году Пулитцеровскую премию за драматическое произведение для театра. Впоследствии она была номинирована на премию «Тони» в категории «Лучшая пьеса» и ещё нескольких, а Синтия Никсон выиграла в категории «Лучшая актриса». В 2010 году вышел фильм «Кроличья нора» с Николь Кидман в главной роли, основанный на пьесе, сценарий к которому был адаптирован Дэвидом Линдси-Эбером. Фильм был впервые показан на Международном кинофестивале в Торонто и был тепло принят.
Так же он написал такие пьесы, как «The L’il Plays» (1997), «A Devil Inside» (1997), «Снежный ангел» (1999), «Dotting and Dashing» (2000) и «Кимберли Акимбо» (2000).
В 2005 году впервые попробовал себя, как сценарист в мультфильме «Роботы». А в 2008 году написал сценарий к фильму «Чернильное сердце» по одноимённой книге Корнелии Функе.
Проектами Линдси-Эбера также является сценарий для мюзикла «High Fidelity», а также сценарий и слова для мюзикла «Shrek the Musical», основанного на книге «Шрек!».
Премьера его новой пьесы «Good People» назначена на Бродвее на 8 февраля 2011 года.

### Личная жизнь
Дэвид и его жена Кристина имеют двоих детей. Они живут в Бруклине, штат Нью-Йорк.

## Работы

### Сценарист
| Год  | Русское название        | Оригинальное название      | Примечание                  |
| ---- | ----------------------- | -------------------------- | --------------------------- |
| 2005 | «Роботы»                | Robots                     |                             |
| 2008 | «Чернильное сердце»     | Inkheart                   | сценарий по книге           |
| 2010 | «Кроличья нора»         | Rabbit Hole                | адаптация собственной пьесы |
| 2013 | «Оз: Великий и могучий» | Oz: The Great and Powerful | сценарий по книге           |
| 2015 | «Полтергейст»           | Poltergeist                |                             |

### Автор песен
| Год  | Русское название            | Оригинальное название       | Примечание                           |
| ---- | --------------------------- | --------------------------- | ------------------------------------ |
| 2007 | «Шрек Третий»               | Shrek the Third             | песни: Little Birdy, Final Showdown  |
| 2009 | 63-е вручение премии «Тони» | The 63rd Annual Tony Awards | песни: Freak Flag, What’s Up, Duloc? |

### Постановки
| Год         | Русское название | Оригинальное название |
| ----------- | ---------------- | --------------------- |
| 2006        | «Кроличья нора»  | Rabbit Hole           |
| 2006        |                  | High Fidelity         |
| 2008 — 2010 |                  | Shrek the Musical     |
| 2011        |                  | Good People           |

## Награды и номинации
| Год  | Премия                         | Категория                                                           | Результат |
| ---- | ------------------------------ | ------------------------------------------------------------------- | --------- |
| 2006 | Тони                           | Лучшая пьеса за пьесу «Кроличья нора»                               | Номинация |
| 2007 | Пулитцеровская премия          | Лучшая драма для театра за пьесу «Кроличья нора»                    | Победа    |
| 2009 | Драма Деск                     | Выдающиеся слова песен за мюзикл «Shrek The Musical»                | Номинация |
| 2009 | Драма Деск                     | Выдающийся сценарий мюзикла за мюзикл «Shrek The Musical»           | Номинация |
| 2009 | Тони                           | Лучшая оригинальная музыка для театра за мюзикл «Shrek The Musical» | Номинация |
| 2009 | Тони                           | Лучший сценарий мюзикла за мюзикл «Shrek The Musical»               | Номинация |
| 2010 | Ассоциация кинокритиков Чикаго | Лучший адаптированный сценарий за фильм «Кроличья нора»             | Номинация |
| 2011 | Независимый дух                | Лучший сценарий за фильм «Кроличья нора»                            | Номинация |